# فیشباخ (کایزرسلاوترن)
فیشباخ (به آلمانی: Fischbach) یک شهر در آلمان است که در Landkreis Kaiserslautern واقع شده‌است. فیشباخ ۸۲۸ نفر جمعیت دارد.